# Опасная идея Дарвина
«Опасная идея Дарвина: эволюция и смысл жизни» – книга американского философа Дэниела Деннета, изданная в 1995 году, в которой автор рассматривает некоторые последствия дарвиновской теории. Основная мысль книги состоит в том, что после Дарвина нет пути назад от идеи, что для дизайна, возможно, не нужен Дизайнер, независимо от того, будут ли опровергнуты теории Дарвина или нет. Деннет подчёркивает, что естественный отбор — это слепой процесс, который, тем не менее, обладает достаточной мощностью, чтобы объяснить эволюцию жизни. Открытие Дарвина заключалось в том, что жизнь зародилась алгоритмически, и что стоящие за этим процессы работают таким образом, что результат не мог быть иным.
Деннет, например, говорит, что убеждение о несводимости сознания к чисто алгоритмическим процессам, характерное для многих выдающихся современников, равносильно вере в чудеса. Эти утверждения вызвали много споров и дискуссий в широкой общественности. Книга стала финалистом Национальной книжной премии 1995 года в области нехудожественной литературы  и Пулитцеровской премии 1996 года за нехудожественную литературу.
В 2020 году книга была издана на русском языке издательством «Новое литературное обозрение» (серия «История науки») в переводе кандидата культурологии Марии Семиколенных.

## История
Для творчества Деннета характерно убеждение в том, что научный метод является наиболее надёжным способом получения знаний, в том числе по самым фундаментальным вопросам мироздания. Одним из его достижений является оригинальная теория происхождения сознания, которую он назвал «теорией множественных набросков». Эта теория изложена в его книге «Объяснённое сознание» (1991). В ней Деннет рассматривает вопрос о том, как субъективная природа сознания может быть объяснена с помощью объективных научных методов.
Продолжением и уточнением этой работы является книга Деннета «Виды психики» (1996), в которой он даёт нетрадиционный ответ на вопрос о существовании сознания у животных.
Проблема наличия свободы воли рассматривается в книге «Эволюция свободы» (2003), где автор даёт положительный ответ на этот вопрос и приводит его естественнонаучное обоснование.
Красной нитью через всё творчество Деннета проходит идея эволюции. В предисловии к своей книге «Опасная идея Дарвина» (1995) он пишет, что идея эволюции путём естественного отбора вызывает в людях целый спектр отрицательных эмоций, причём это характерно не только для религиозных деятелей, но и для научной общественности. Этим автор объясняет причину написания своей книги. «Опасная идея Дарвина» — это не научное произведение, а скорее междисциплинарная книга. Деннет признаёт, что сам не понимает всех научных деталей и предлагает умеренный уровень детализации, но оставляет читателю возможность углублённого изучения, приводя ссылки на необходимую литературу.
При написании книги Деннетт хотел «заставить мыслителей из других дисциплин серьёзно отнестись к теории эволюции, показать им, как они недооценивают её». Для этого он рассказывает историю, которая в основном является оригинальной, но включает в себя некоторые материалы из его предыдущих работ.
В основе книги лежат материалы студенческого семинара по дарвинизму и философии, который Деннетт вел в Университете Тафтса. Ему также помогали сослуживцы и другие учёные, ознакомленные с черновиками. Книга посвящена Уилларду Куайну, «учителю и другу».

## Краткое содержание

### Часть I. Начав с середины
Первая часть книги, «Начав с середины», получила свое название от цитаты из Уилларда Куайна: «Исследуя процесс создания теории, придется начать с середины. Мы начнем со средних размеров объектов, отстоящих от нас не далеко, но и не близко, и подступим к ним посреди истории культурной эволюции расы».
Название первой главы «Скажи мне, почему» взято из песни
Скажи, почему так сияют звезды,
Скажи, почему так вьется плющ,
Скажи, отчего так синеет небо?
Тогда я скажу, почему я тебя люблю.
Потому что Господь зажег эти звезды,
Потому что Господь сотворил этот плющ,
Потому что Господь сделал небо синим.
Он сотворил тебя, и тебя я люблю.
До Чарльза Дарвина и по сей день большинство людей рассматривали Бога как основную причину всего существующего или как окончательный ответ на все вопросы «почему?». Джон Локк утверждал, что разум выше материи а Дэвид Юм, расматривая эту точку зрения, не видел никакой альтернативы.

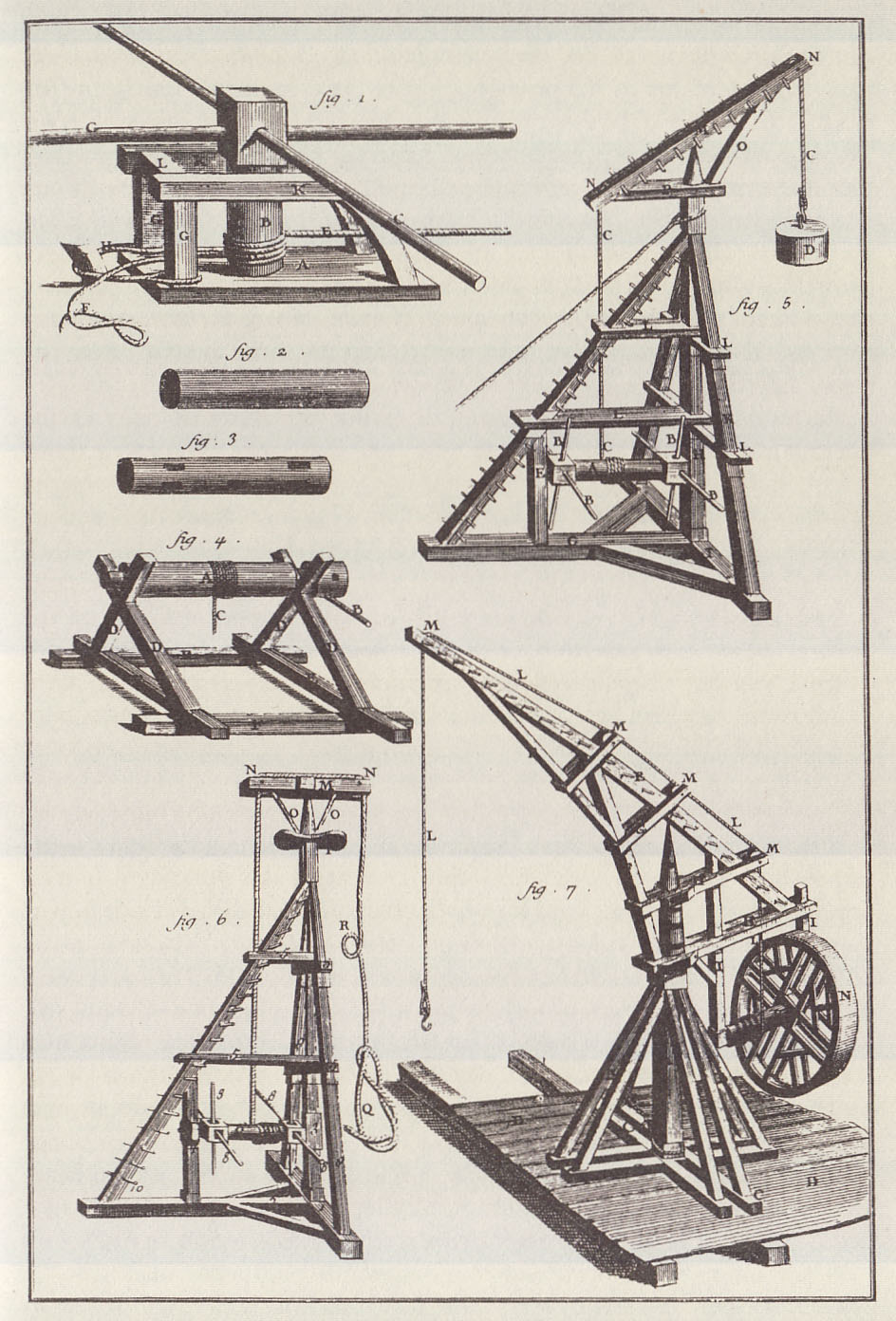
В «Опасной идее Дарвина» в качестве аналогии широко используются подъемные краны.

Дарвин предоставил именно такую альтернативу — эволюцию. Помимо доказательства происхождения от общего предка, он нашёл механизм эволюции — естественный отбор. По словам Деннета, естественный отбор, этот не имеющий цели механический и алгоритмический процесс, и является опасной идеей Дарвина. В третьей главе автор проводит аналогию между дилеммой «творение-эволюция» и придуманной им  концепцией «небесных крючьев» и «подъемных кранов» (см. далее). Он предполагает, что сопротивление дарвинизму основано на стремлении к небесным крючьям, которых на самом деле не существует. По словам Деннета, хорошие редукционисты объясняют видимый замысел без небесных крючков; жадные редукционисты пытаются обойтись в объяснении эволюции без подъёмных кранов.
В главе 4 рассматривается дерево жизни, способы его визуализизации, а также некоторые важные события в истории жизни. Глава 5 посвящена возможному и актуальному, и использует в качестве логического инструмента «библиотеку Менделя».
В последней главе части I Деннет рассматривает человеческие артефакты и культуру как ветвь единого пространства творения. Происхождение или гомологию можно определить по общим конструктивным особенностям, которые вряд ли проявятся независимо. Однако есть также «Принудительные действия» или «Хорошие уловки», которые будут неоднократно обнаруживаться либо путем естественного отбора (см. конвергентная эволюция), либо путем исследования человека.

### Часть II: Дарвиновское мышление в биологии

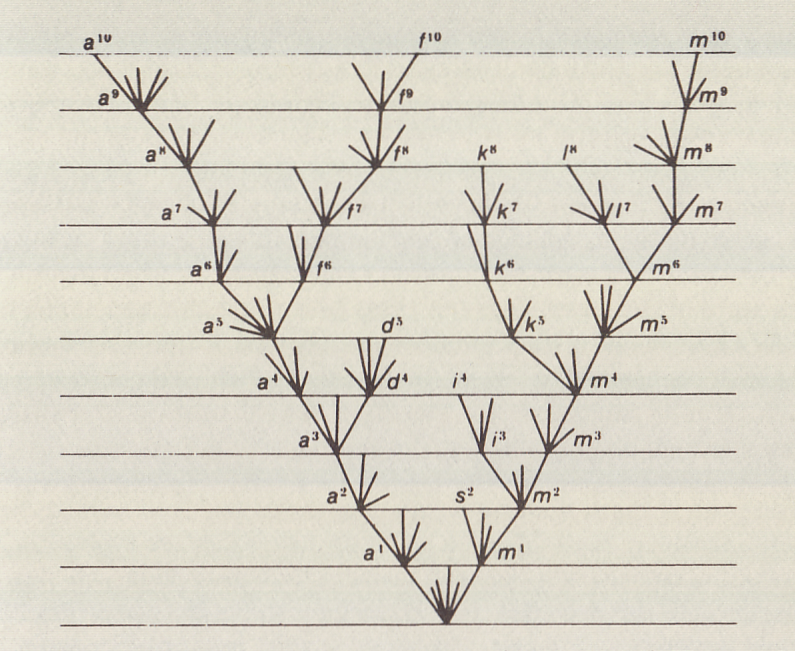
Древовидная диаграмма в Origin

В первой главе части II, «Дарвиновское мышление в биологии», утверждается, что жизнь возникла без каких-либо небесных крюков, а упорядоченный мир, который мы знаем, является результатом слепого и ненаправленного движения сквозь хаос.
Основная мысль восьмой главы выражена в ее названии: «Биология — это инженерия». Биология — это изучение дизайна, функции, конструкции и эксплуатации. Однако между биологией и инженерией есть некоторые важные различия. Следующая глава посвящена адаптационизму, в котором автор видит аналогию инженерной оптимизации и считает его «опровержение» Гулдом и Левонтином иллюзией. Деннет считает, что адаптационизм — лучший способ раскрыть ограничения эволюции.
Десятая глава, озаглавленная «Хулиган для бронтозавра», представляет собой развернутую критику Стивена Гулда, который, как считает Деннет, своими популярными трудами создал искаженное представление об эволюции; его «самозваные революции» против адаптационизма, градуализма и другого ортодоксального дарвинизма автор считает ложной тревогой. Последняя глава части II отвергает направленную мутацию, наследование приобретенных черт и «точку Омега» Тейяра де Шардена и настаивает на том, что другие противоречия и гипотезы (такие как единица отбора и панспермия) не имеют отрицательных последствий для ортодоксального дарвинизма.

### Часть III: Разум, смысл, математика и нравственность

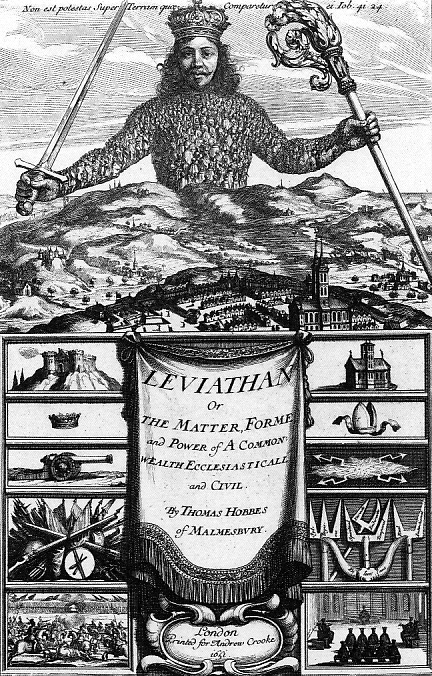
Фронтиспис к «Левиафану» Томаса Гоббса, который появляется в начале главы 16 «О происхождении нравственности»

«Разум, смысл, математика и нравственность» — это название части III, которая начинается с цитаты из Ницше. В главе 12 «Подъёмные краны культуры» обсуждается культурная эволюция. Он утверждает, что мем играет роль в нашем понимании культуры и что он позволяет человеку, единственному среди животных, «преодолеть» эгоизм наших генов. Далее следует глава «Терять разум из-за Дарвина», в которой рассказывается об эволюции мозга, разума и языка. Деннет критикует кажущееся сопротивление Ноама Хомского эволюции языка, его моделированию с помощью искусственного интеллекта и обратной инженерии.
Затем обсуждается эволюция смысла, и Деннетт использует серию мысленных экспериментов, чтобы убедить читателя в том, что значение является продуктом бессмысленных алгоритмических процессов.

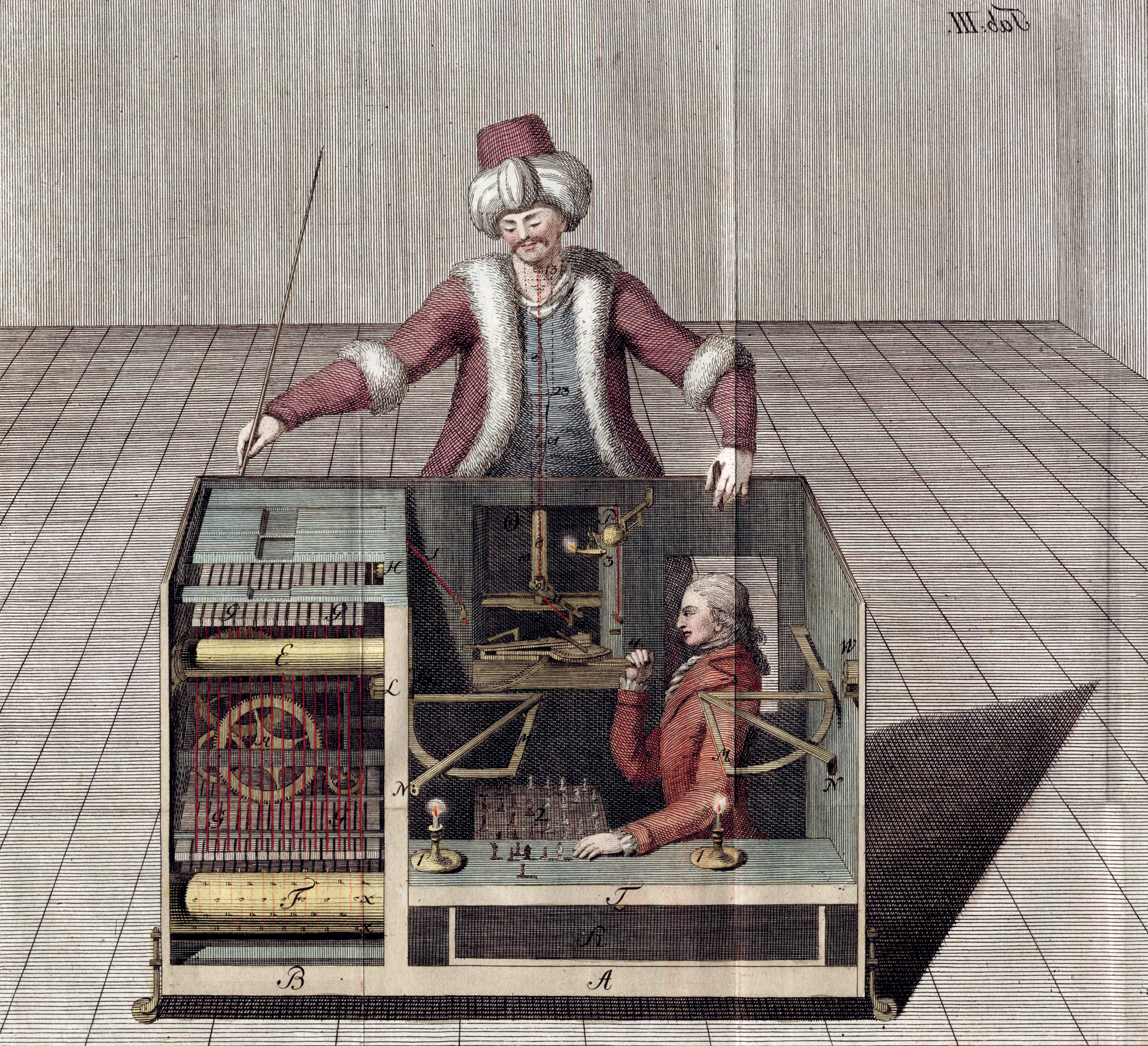
Шахматный автомат фон Кемпелена, обсуждаемый в главе 15.

В главе 15 утверждается, что теорема Гёделя не делает невозможными определенные виды искусственного интеллекта и далее Деннетт распространяет свою критику на Роджера Пенроуза. Затем автор переходит к происхождению и эволюции морали, начиная с Томаса Гоббса  (которого Деннетт называет «первым социобиологом») и Фридриха Ницше. Он приходит к выводу, что имеет смысл только эволюционный анализ этики, хотя и предостерегает от некоторых разновидностей «жадного этического редукционизма». Прежде чем перейти к следующей главе, он обсуждает некоторые социобиологические противоречия.
Предпоследняя глава, озаглавленная «Пересмотр морали», начинается с вопроса, можно ли «натурализовать» этику. Деннет не верит, что есть большая надежда на открытие алгоритма правильного поведения, но выражает оптимизм в отношении нашей способности разработать и изменить наш подход к моральным проблемам. В последней главе книги «Будущее идеи» Деннет восхваляет биоразнообразие, в том числе культурное разнообразие. В заключение он использует Красавицу и Чудовище в качестве аналогии: хотя идея Дарвина может показаться опасной, на самом деле она довольно красива.

## Центральные концепции

### Пространство дизайна
Деннет считает, что принципиальной разницы между естественными продуктами эволюции и искусственными артефактами человеческого творчества и культуры практически нет. По этой причине он намеренно указывает, что сложные плоды древа жизни в очень значимом смысле «спроектированы» — даже при том, что он не верит, что эволюцией руководил высший разум.
Деннетт поддерживает использование мемов для лучшего понимания культурной эволюции. Он также считает, что даже человеческое творчество может работать по дарвиновскому механизму. Это заставляет его предположить, что «пространство», описывающее биологический «дизайн», связано с пространством, описывающим человеческую культуру и технологии.
Точное математическое определение понятия «пространство дизайна» в книге отсутствует. Деннетт признает это и признает, что предлагает философскую идею, а не научную формулировку.

### Естественный отбор как алгоритм
Деннет описывает естественный отбор как нейтральный к субстрату бездумный алгоритм движения в пространстве дизайна.

### Универсальная кислота
Деннетт пишет о фантазии об «универсальной кислоте» как о жидкости, которая настолько агрессивна, что может разъедать все, с чем соприкасается, даже потенциальный контейнер. Такое мощное вещество изменило бы все, на что оно было нанесено; оставляя за собой что-то совсем другое. Здесь Деннет проводит параллели между «универсальной кислотой» и идеей Дарвина:
«Она поглощает практически все традиционные концепции и оставляет после себя революционное мировоззрение, в котором большинство старых ориентиров все еще узнаваемы, но претерпевают существенные изменения».
Хотя есть люди, которые хотели бы, чтобы идея Дарвина оставалась внутри биологии, Деннет утверждает, что эта опасная идея неизбежно «просачивается», чтобы трансформировать и другие области.

### Небесные крюки и подъёмные краны
Деннетт использует термин «небесный крюк» для описания источника сложности дизайна, который не строится на более низких, более простых уровнях — проще говоря, это чудо.
В философских аргументах, касающихся сводимости (или несводимости) человеческого разума, концепция Деннета высмеивает идею разумного замысла, исходящего свыше, либо происходящего от одного или нескольких богов, либо обеспечивающего собственное обоснование в абсурдной, подобной рассказам Мюнхгаузена, самонастройке.
Деннетт также обвиняет различные конкурирующие неодарвинистские идеи в использовании таких якобы ненаучных небесных крюков для объяснения эволюции, особенно подробно останавливаясь на идеях Стивена Гулда.
Деннет противопоставляет теории сложности, требующие таких чудес, с теориями, основанными на «подъёмных кранах», структурах, которые позволяют конструировать объекты большей сложности, но сами прочно стоят «на основе» физической науки.

## Прием
В New York Review of Books Джон Мейнард Смит похвалил «Опасную идею Дарвина»:
... Поэтому приятно встретить философа, который понимает, что такое дарвинизм, и одобряет его. Деннетт выходит далеко за рамки биологии. Он рассматривает дарвинизм как едкую кислоту, способную разрушить наши прежние убеждения и заставить пересмотреть большую часть социологии и философии. Хотя книга написана скромно, это не скромная книга. Деннет утверждает, что, если мы поймем опасную идею Дарвина, мы будем вынуждены отвергнуть или изменить большую часть нашего нынешнего интеллектуального багажа...
В той же публикации Стивен Гулд раскритиковал «Опасную идею Дарвина» как «влиятельный, но ошибочный ультра-дарвиновский манифест»:
Дэниел Деннет посвящает самую длинную главу в «Опасной идее Дарвина» резкой карикатуре на мои идеи, чтобы укрепить свою защиту дарвиновского фундаментализма. Если среди оскорблений и насмешек вообще можно выделить аргументированный случай, его следует охарактеризовать как попытку заявить, что я, благодаря некоторым литературным навыкам, попытался поднять несколько пустяковых, незначительных и в основном обычных идей для обсуждения до «революционного» статуса, бросающего вызов тому, что он считает истинным дарвиновским писанием. Поскольку Деннет так мало понимает эволюционную теорию, помимо естественного отбора, его критика моей работы сводится к немногим большему, чем стрельба по ложным целям, созданным им самим. Он никогда не рассматривает мои идеи как таковые, а исходит из намеков, ложных приписываний и ошибок.
Гулд также был резким критиком идеи Деннета об «универсальной кислоте» естественного отбора и его приверженности идее меметики; Деннет ответил на эту критику, и разговор между Деннетом, Гулдом и Робертом Райтом был напечатан в New York Review of Books.
Биолог Аллен Орр написал критический обзор, подчеркивающий аналогичные моменты в Boston Review.
Книга также вызвала негативную реакцию креационистов. Фредерик Крюс пишет, что «Опасная идея Дарвина» «соперничает со «Слепым часовщиком» Ричарда Докинза за звание наиболее ненавидимого креационистами текста».

## Внешние ссылки
- Gould's response to Dennett's "neo-Darwinian orthodoxy" from the New York Review of Books, June 26, 1997.
- Danny Yee's Book Review of "Darwin's Dangerous Idea"
- Stephen Jay Gould, Daniel Dennett. 'Darwinian Fundamentalism': An Exchange (1997).
- Where do Morals Come From? Rebekah Rich, Bryn Mawr College, Spring 2004